# Fantastic Four (1978)
Fantastic Four is een animatieserie geproduceerd door DePatie-Freleng Enterprises in 1978. De serie is gebaseerd op de Marvel Comics stripserie de Fantastic Four, en is daarmee de tweede animatieserie gebaseerd op deze strip.

## Absentie van de Human Torch
Een van de belangrijkste verschillen tussen de serie en de strip is dat het karakter de Human Torch (Johnney Storm) niet in de serie voorkwam. Hij werd vervangen door een robot met de naam H.E.R.B.I.E..
Een bekend gerucht dat zich sinds het uitkomen van de serie ronde doet, en zelfs door Marvel herhaald werd in twee delen van hun fan magazine Marvel Age, is dat NBC (het kanaal waarop de serie werd uitgezonden) de Human Torch per se niet wilde gebruiken in de serie uit angst dat jonge kijkers zouden proberen hem na te doen door zichzelf in brand te steken.
De meest waarschijnlijke reden dat hij niet voorkwam in de serie was dat rond dezelfde tijd dat de serie uitkwam ook een film met de Human Torch in de hoofdrol stond gepland. Deze film werd nooit gemaakt.

## Stem Cast
- Ted Cassidy – Thing/Benjamin J. 'Ben' Grimm
- Mike Road – Mr. Fantastic/Prof. Reed Richards
- Dick Tufeld – Verteller (opening)
- Ginny Tyler-Hilton – Invisible Girl/Susan 'Sue' Richards
- Frank Welker - H.E.R.B.I.E.

## Afleveringen
1. A Monster Among Us
2. The Menace Of Magneto
3. The Phantom Of Film City
4. Medusa And The Inhumans
5. The Diamond Of Doom
6. The Mole Man
7. The Olympics Of Space
8. The Fantastic Four Meet Doctor Doom
9. The Frightful Four
10. Calamity On The Campus
11. The Impossible Man
12. The Final Victory Of Doctor Doom
13. Blastaar, the Living Bomb Burst